# Нелединский-Мелецкий, Юрий Александрович
Ю́рий Алекса́ндрович Неле́динский-Меле́цкий (6 [17] сентября 1751 — 13 [25] февраля 1828) — русский поэт; тайный советник, сенатор, статс-секретарь Павла I, почётный опекун Воспитательного дома.

## Биография
Родился 6 (17) сентября 1751 года в семье Александра Юрьевича Нелединского-Мелецкого. Рано лишился матери (урождённой кн. Куракиной) и с двенадцати лет, в связи с отъездом отца за границу, жил в доме своей бабки А. И. Талызиной в Москве, где к нему, по обычаю того времени, был взят в наставники иностранец Де Пексон. По смерти Талызиной, на 13-м году был перевезён в Петербург в семейство другой бабки — княгини А. И. Куракиной.
Живя в доме своей московской бабки, Нелединский-Мелецкий находился под влиянием и воздействием бытового склада и нравов древней столицы; в Петербурге же для него наступило время влияний в европейском духе. Семейство кн. Куракиных вследствие долгой службы в заграничных посольствах отличалось лоском европейского просвещения. Здесь, кроме Юрия, воспитывались ещё несколько сирот мальчиков кн. Куракиных и кн. Лобановых-Ростовских. Княгиня А. И. Куракина пользовалась большим почётом в высшем петербургском обществе; так как брат её, граф Никита Иванович Панин, был воспитателем великого князя Павла Петровича. Благодаря последнему обстоятельству, молодой Нелединский имел случай бывать в обществе будущего Императора.
В начале 1769 года Нелединский-Мелецкий, вместе с Куракиными, отправился за границу и поступил в Страсбургский университет, где пробыл недолго. Он основательно изучил французский язык, настолько знал итальянский, что мог переводить Метастазио, изучал немецкий язык.
По возвращении в Россию поступил на действительную военную службу, на которую, по обычаю того времени, был записан ещё 6-летним ребёнком. Вскоре по собственному желанию он был переведён в действующую армию и принял участие в 1-й турецкой войне.
В мае 1770 года он был отправлен во 2-ю действующую армию, осаждавшую Бендеры; в чине сержанта был ординарцем у главнокомандующего графа П. И. Панина, который, между прочим, посылал его курьером в Петербург с донесением о штурме, предшествовавшем взятию крепости. По возвращении во 2-ю армию, поступившую в командование князя В. М. Долгорукова, он принимал участие в покорении Крыма; перечисленный в Егерский корпус, он в чине поручика находился при штурме Перекопской линии и при занятии города Кафы, за что был пожалован капитаном. Память двух генералов, — гр. Панина и кн. Долгорукова, — под начальством которых Нелединский-Мелецкий служил, он почтил в одном из своих первых напечатанных стихотворений.
По окончании Крымской кампании переведён во 2-й гренадерский полк, который был подвинут к Петербургу. В 1772? году стал одним из основателей Московского английского клуба, поставив одну из шести подписей под его правилами.
Когда в апреле 1773 года возобновились военные действия с Турцией, он по личной просьбе был переведён в 1-ю армию, в передовой корпус генерала Каменского, и участвовал в схватке под Базарджиком, под Козличами; посланный курьером с известием о победе к фельдмаршалу, он был пожалован в секунд-майоры. Затем он участвовал в деле под Шумлой, а в конце войны, находясь в свите кн. Н. В. Репнина, везшего к Императрице пункты мирного договора, прибыл в Петербург, где получил чин премьер-майора. Он сопровождал кн. Репнина, назначенного послом в Константинополь, до места его назначения и по возвращении в Петербург был определён в Псковский пехотный полк; затем служил в Киевском пехотном полку, с которым ходил в Крым. В короткие промежутки отдыха от военной службы Нелединский-Мелецкий, живя в Петербурге, отдавался светской жизни и стихотворству, — писал романсы и песни, получившие скоро широкую известность.
Осенью 1783 года был в Витебске с вновь сформированным батальоном, с которым затем находился в окрестностях Константинограда. В начале 1785 года он вышел в отставку с чином полковника и поселился в Москве.
В 1786 года вступил в брак с княжной Екатериной Николаевной Хованской, и с этого времени его занятия литературой принимают более серьёзный характер; тогда же происходит и сближение его с Херасковым, Дмитриевым и Карамзиным. Когда в 1786 году в Москве открыто было Главное Народное училище, Нелединский-Мелецкий был назначен его первым директором, «по известной его к сему способности». Этому народному училищу подчинены были все низшие казённые училища (числом до 17) и частные пансионы (числом до 18), как в Москве, так и в губернии.

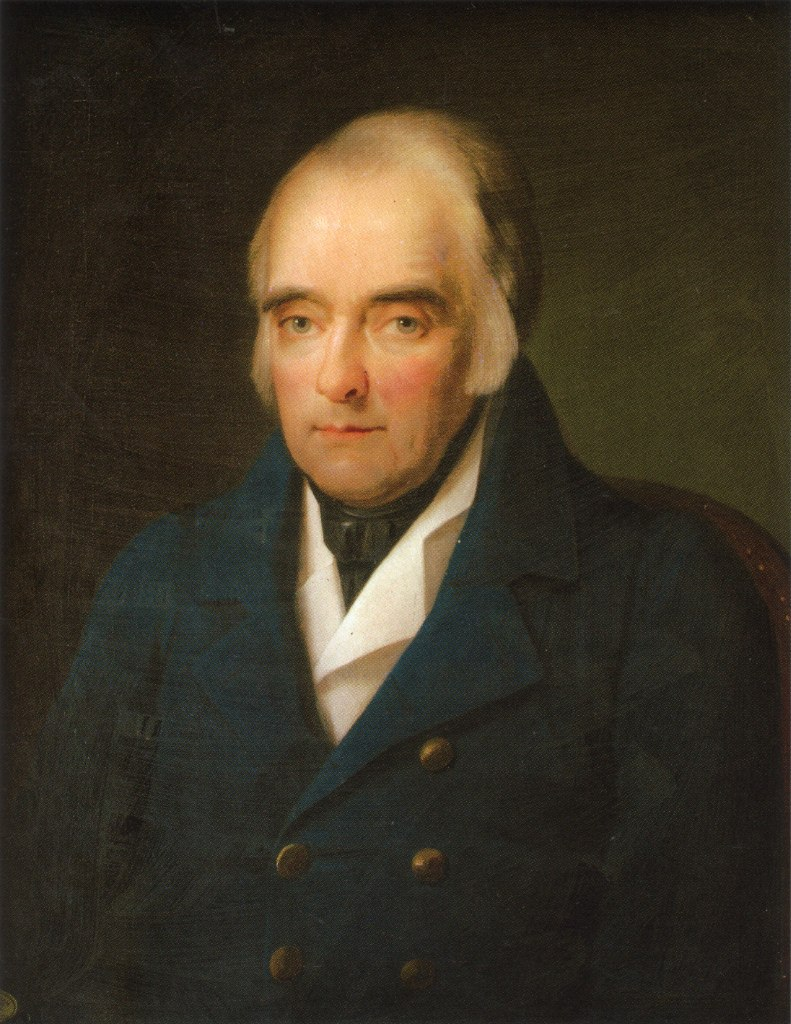
Портрет сер. XIX в.

В 1796 году, по восшествии на престол императора Павла І, Нелединский, которого Государь знал с детства, был пожалован чином статского советника и ему повелено быть у принятия прошений на Высочайшее имя. Впрочем, вследствие придворных интриг он вскоре был удалён, а через два года снова был принят на службу, пожалован в тайные советники и определён сенатором в Москву. В круг его обязанностей входило цензурирование всех театральных пьес, выходящих на русском языке.
Тесная дружба с Нелидовой давала ему возможность часто пользоваться её покровительством в его обращениях к милосердию Государя. Он пользовался также и расположением Марии Феодоровны, которая в 1807 году поручила ему заведование учебной частью в московских училищах ордена Св. Екатерины и в училище мещанских девиц.
Болезнь жены и другие семейные обстоятельства заставили Юрия Нелединского-Мелецкого проситься о переводе в Петербург, где он был определён в феврале 1813 года на службу в Сенат и Совет Общества благородных девиц. В Петербурге он принимал видное участие в торжествах 1813 и 1814 гг. Ему поручено было Сенатом составление всеподданнейшего прошения о принятии Императором титула Благословенного. Когда начались приготовления к встрече Государя в Петербурге, он вместе с кн. Вяземским и Батюшковым составлял хоры и стихи. Петербургская деятельность Нелединского-Мелецкого в Сенате и Опекунском Совете продолжалась до 1823 года. Кроме того, он почти неотлучно находился при Особе Императрицы Марии Феодоровны.
В 1826 году Нелединский-Мелецкий вышел в отставку и поселился в Калуге у дочери, А. Ю. Оболенской. Недалеко от губернаторской дачи в Загородном саду (ныне — Парк имени Циолковского) в специально построенном одноэтажным деревянном флигеле Юрий Александрович проводил летние месяцы. Позже в этом флигеле жил Н. В. Гоголь, и дом получил название «Домик Гоголя».
Умер 13 (25) февраля 1828 года.
Похоронен в Лаврентьевском монастыре в Калуге, под одной плитой с дочерью.

## Отзывы современников
Князь П. А. Вяземский в своей статье «Допотопопная, или допожарная, Москва» писал про Ю. А. Нелединского: «Он имел в Москве прекрасный дом, около Мясницкой, который, впрочем, уцелел от пожара. Он давал иногда великолепные праздники и созывал на обеды молодых литераторов — Жуковского, Д. Давыдова и других. Как хозяин и собеседник, он был равно гостеприимен и любезен. Он любил Москву и так устроился в ней, что думал дожить в ней век свой. Но, выехав из неё 2 сентября, за несколько часов до вступления французов, он в Москву более не возвращался. Он говорил, что ему было бы слишком больно возвратиться в неё и в свой дом, опозоренные присутствием неприятеля. Это были у него не одни слова, но глубокое чувство. Кстати замечу, в этом доме была обширная зала с зеркалами во всю стену. В Вологде, куда мы с ним приютились, говорил он мне однажды, сокрушаясь об участи Москвы: „Вижу отсюда, как французы стреляют в моё зеркало, — и прибавил смеясь, — впрочем, признаться должно, я и сам на их месте дал бы себе эту потеху“. По окончании войны перемещён был он из московского департамента в петербургский Сенат и прожил тут до отставки своей».

## Творчество
Большая часть его стихотворений — дружеские послания к вельможам, элегии на их кончину, «хоры», «польские» и «марши» для придворных празднеств, поэмы «на случай». Современники очень ценили лирические стихотворения Нелединского-Мелецкого: Батюшков называл Нелединского-Мелецкого «Анакреоном и Шолье нашего времени», а в стихотворении «Мои пенаты» ставит Нелединского-Мелецкого рядом с Богдановичем; «по мне Дмитриев ниже Нелединского-Мелецкого», писал в 1823 году Пушкин князю Вяземскому. Любопытно сравнить переводы стихотворений Вольтера «Сновидение», сделанные Нелединским-Мелецким и Пушкиным (см. С. Д. Полторацкого : «Русские переводчики Вольтера», М., 1858, в 1-м выпуске «Материалов для словаря русских писателей»). Нелединский-Мелецкий — автор песенки «Выду ль я на реченьку», подражания «народному стилю».
Сочинения Нелединского-Мелецкого изданы в 1850 году Смирдиным, вместе с сочинениями Антона Дельвига, и отдельно в 1876 году (Санкт-Петербург).

## Семья

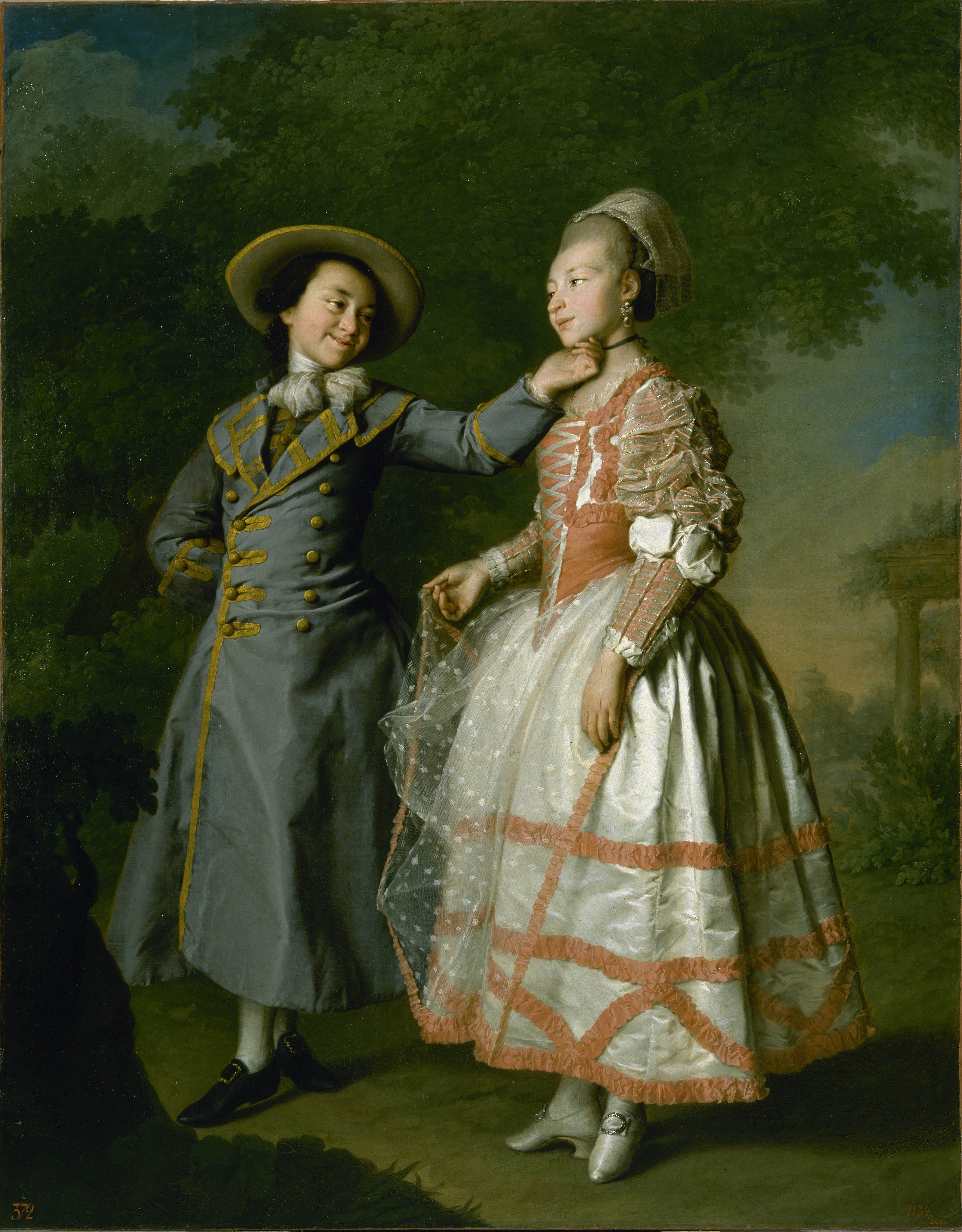
Екатерина Николаевна Хованская (справа) на портрете Д. Левицкого (1773)

Жена (с 17 мая 1786 года) — княжна Екатерина Николаевна Хованская (1762—1813), дочь полковника князя Николая Васильевича Хованского от его брака с княжной Марией Николаевной Щепотьевой, сестра Н. Н. и А. Н. Хованских. С 1767 по 1779 годы воспитывалась в Смольном институте, который окончила с шифром лучших выпускниц. Жила с мужем в собственном доме в Бобровом переулке в Москве. Умерла в Ярославле. Дети:
- Мария Юрьевна (04.04.1787[5]— ?)

- Александр Юрьевич (08.05.1788[6]—17.11.1788[7])

- Аграфена Юрьевна (10.08.1789[8]—15.02.1828), с 1809 года была замужем за сенатором, тайным советником князем Александром Петровичем Оболенским (1780—1855), в браке имели 12 детей. Умерла из-за воспаления лёгких через два дня после смерти отца, в том же доме в Калуге.

- Сергей Юрьевич (01.03.1792[9]—25.05.1800[10])

- Софья Юрьевна (18.04.1793[11]—27.02.1879), фрейлина императрицы Марии Фёдоровны, с апреля 1818 года была замужем за действительным статским советником Фёдором Васильевичем Самариным (1784—1853), в браке имели 9 детей, старший сын русский публицист и философ Ю. Ф. Самарин, дочь М. Ф. Соллогуб.

- Сергей (Гавриил) Юрьевич (25.03.1795[12]—1871), участник Отечественной войны и заграничных походов 1812 года, адъютант Д. С. Дохтурова; был награждён золотой шпагой с надписью «За храбрость» (Аннинское оружие); адъютант Великого князя Константина Павловича, уволен от службы по домашним обстоятельствам в 1820 году. Масон, по показанию И. Д. Якушкина член общества и был на совещании в Москве в декабре 1825 года у М. Ф. Митькова, в ходе следствия это не подтвердилось. Жил постоянно в Калуге, где и умер. Был женат с 1828 года на Марии Сергевне Тиличеевой (1809—1875), детей не имел и с ним пресекся род Нелединских-Мелецких. По его просьбе в 1870 году его племяннику, князю С. А. Оболенскому, разрешено было принять фамилию князь Оболенский-Нелединский-Мелецкий.

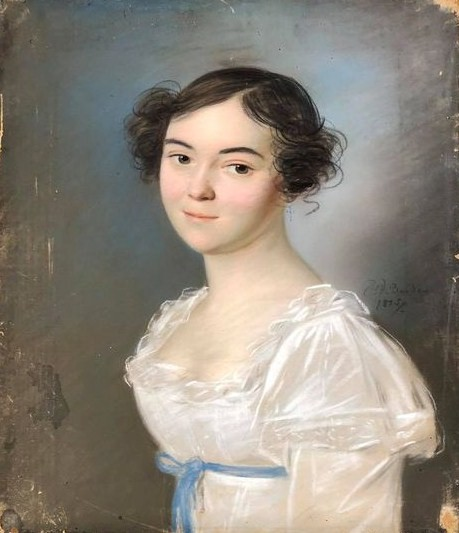
Аграфена Юрьевна, дочь
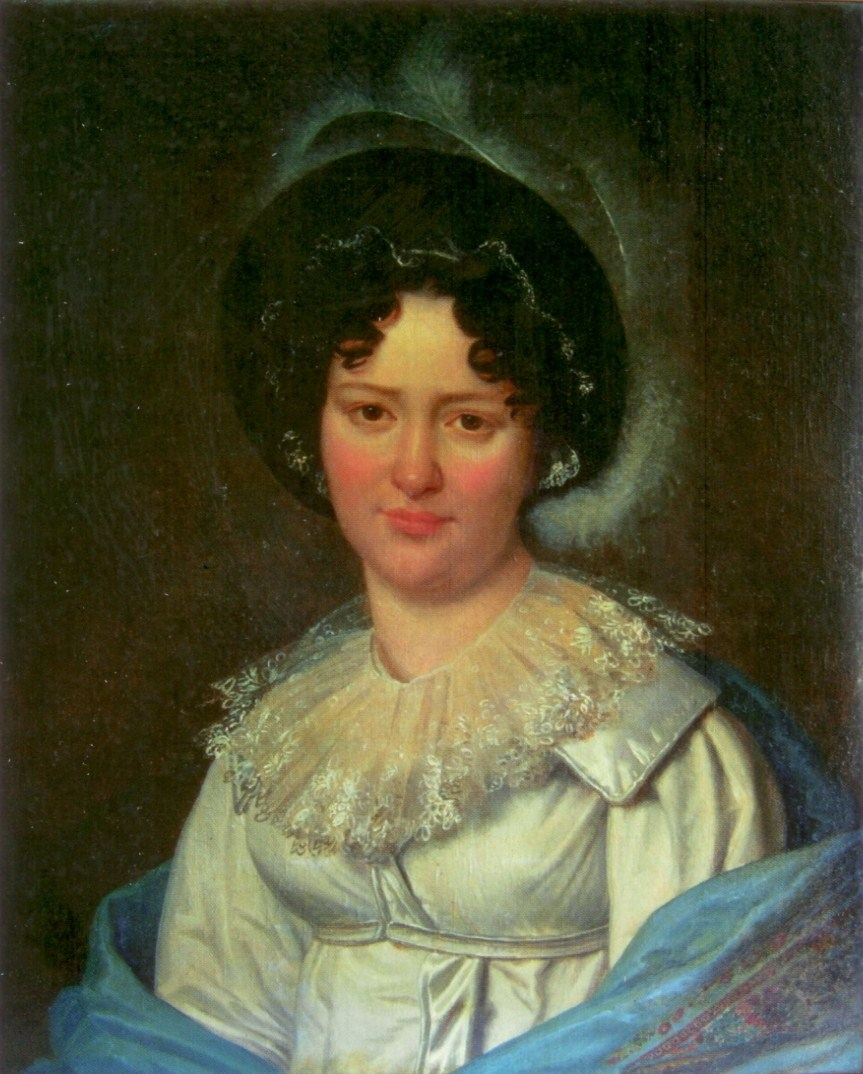
Софья Юрьевна, дочь
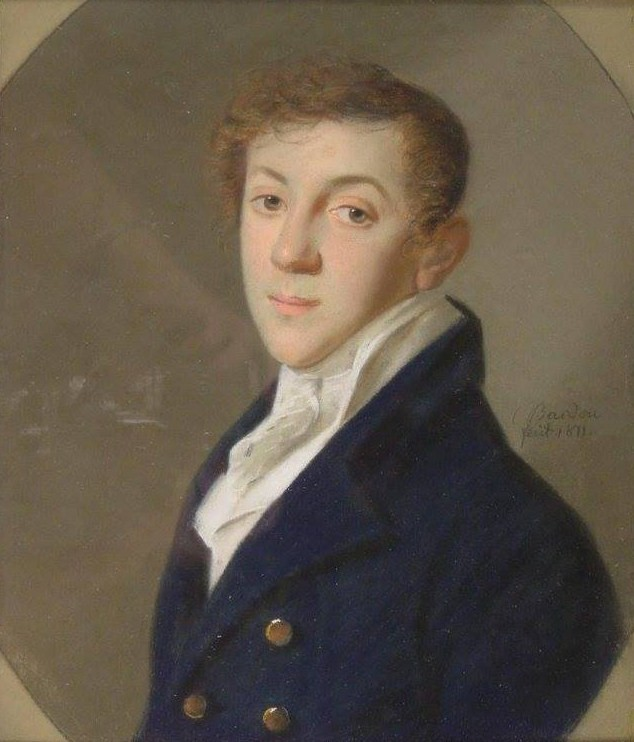
Сергей Юрьевич, сын
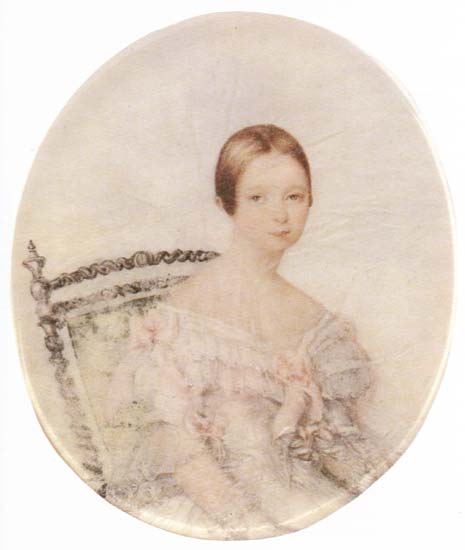
Мария Соллогуб, внучка
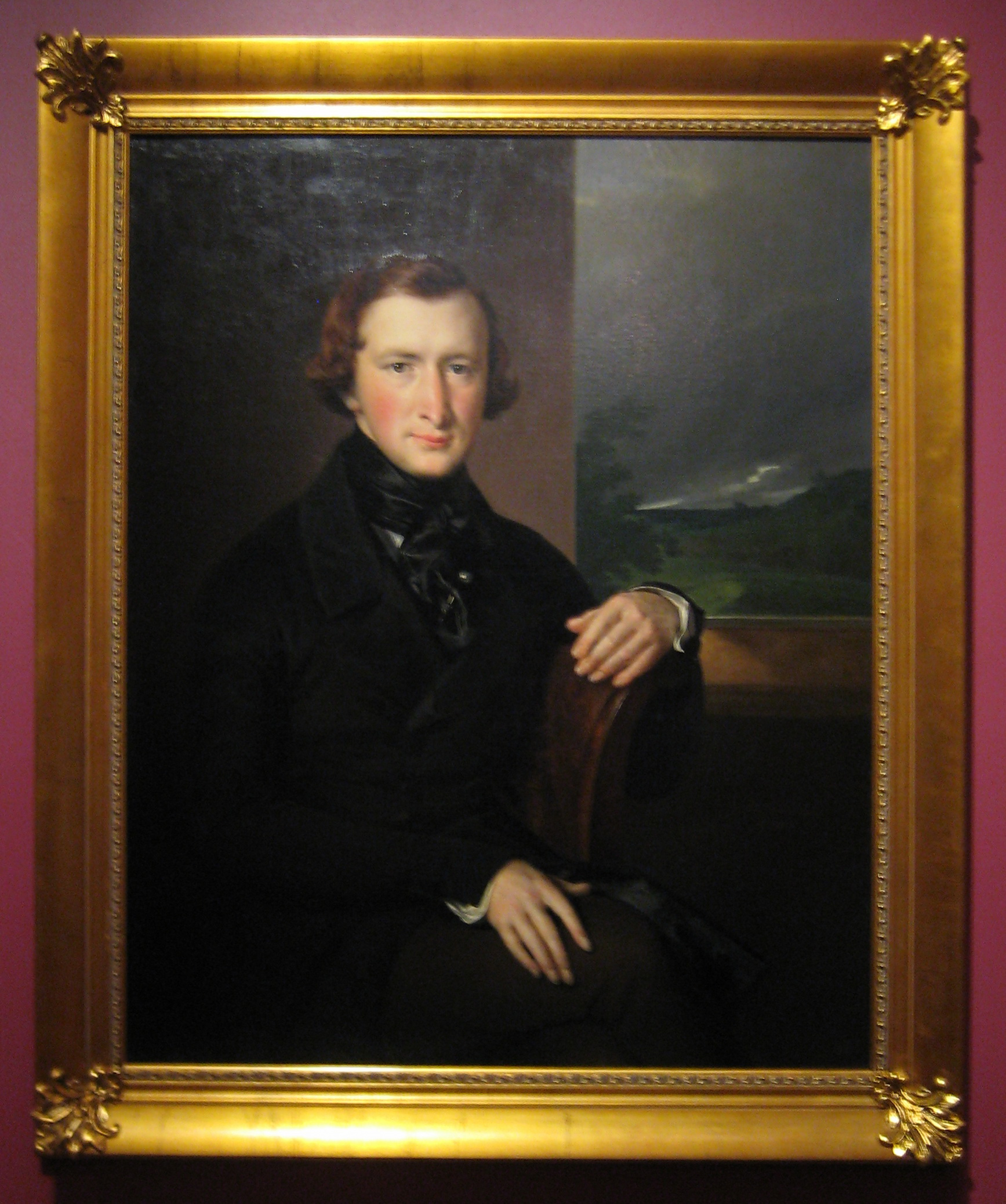
Юрий Самарин, внук

## В литературе и кино
- Ю. А. Нелединский-Мелецкий является персонажем повести Ю. Тынянова «Подпоручик Киже» (1927).

- В экранизации (1991) в роли Ю. А. Нелединского-Мелецкого — Эрнст Романов.